# Grange monastique de Séveyrac
La grange monastique de Séveyrac est une grange située à Bozouls, en France.

## Localisation
La grange est située sur la commune de Bozouls, dans le département français de l'Aveyron.

## Historique
Il s'agit d'une grange dépendant de l’abbaye cistercienne de Bonneval, qui possédait de nombreuses granges (ou exploitations agricoles) en Rouergue, souvent fortifiées au moment de la guerre de Cent Ans.
L'édifice est inscrit au titre des monuments historiques en 2003.